# Malá Roudka
Malá Roudka (deutsch Klein Rautka) ist eine Gemeinde in Tschechien. Sie liegt 13 Kilometer nördlich von Boskovice und gehört zum Okres Blansko. Malá Roudka bildet eine Enklave innerhalb des Gemeindegebiets von Velké Opatovice.

## Geographie
Malá Roudka befindet sich im Süden der Podorlická pahorkatina (Adlergebirgsvorland) am Oberlauf des Flüsschens Jevička (Bitýška). Östlich  erhebt sich der Hradisko (513 m), im Süden der Čertovec (533 m), südwestlich die Kamenná svatba (589 m) und der Kadlečí (ortsüblich Kadlice, 577 m), im Westen die Horka (524 m) und nordwestlich der Na Skalici (ortsüblich Bzovice, 546 m).
Nachbarorte sind Brťov im Norden, Skočova Lhota, Újezd und Velké Opatovice im Nordosten, Uhřice im Osten, Velká Roudka und Borotín im Südosten, Vanovice, Drválovice und Dvorsko im Süden, Svárov und Na Chlumské im Südwesten, Chlum im Westen sowie Bezděčí, Roubanská und Korbelova Lhota im Nordwesten.

## Geschichte
Das Dorf Roudka entstand wahrscheinlich zur selben Zeit wie Velké Opatovice. Es bestand aus zwei Siedlungsplätzen, von denen der eine am Fuße des Burghügels Hradisko und der andere in der Talmulde der Jevička lag. Die erste schriftliche Erwähnung von Rudca erfolgte 1355 in der Olmützer Landtafel, als der Vladike Bedřich von Opatovice eine halbe Hube Land erwarb. Im Jahre 1372 erfolgte eine Teilung des Dorfes, als das Augustinerkloster Jevíčko die Güter in Malá Roudka kaufte. Dabei wurde erstmals zwischen Malá und Velká Roudka unterschieden. Malá Roudka war als ein Waldhufendorf entlang einer Straße angelegt. Im Badgrund bei Velká Roudka wurde seit langer Zeit Eisenerz abgebaut; archäologische Funde belegen, dass dort bereits während der Bronzezeit Eisen ausgeschmolzen wurde. Die erste schriftliche Erwähnung von Drahomilová Lhota erfolgte 1376; der seit 1713 erstmals nachweisliche Name Kotzowa Lhota/Kočová Lhota leitet sich vermutlich vom Namen eines Bürgermeisters ab. Nach der Aufhebung des Augustinereremitensklosters Jevíčko fiel Malá Roudka 1784 dem Religionsfonds zu. 1791 kaufte Joseph Maria von Friedenthal die ehemals dem Kloster Gewitsch gehörigen Dörfer Albendorf, Klein Rautka und Kotzowa Lhota und schloss sie seiner Herrschaft Borotin an. Die Dörfer Groß und Klein Rautka sowie Kotzowa Lhota bildeten seit 1832 eine gemeinsame Gemeinde.
Nach der Aufhebung der Patrimonialherrschaften entstand ab 1850 die politische Gemeinde Velká Roudka mit den Ortsteilen Malá Roudka und Skočova Lhota in der Bezirkshauptmannschaft Moravská Třebová. 1855 wurde die Gemeinde der Bezirkshauptmannschaft Jevíčko zugeordnet, die 1868 wieder aufgehoben wurde. Zwischen 1870 und 1872 erfolgte am Kadlečí Bergbau auf Graphit. Ab 1880 wurde die Gemeinde als Hrubá Roudka bezeichnet. Seit dem Ende des 19. Jahrhunderts wurde am Kadlečí Pläner gebrochen. 1920 zerfiel die  Hrubá Roudka in die Gemeinden Velká Roudka und Malá Roudka (mit Skočova Lhota). 1928 wurde Malá Roudka elektrifiziert. An den Hügeln Kadlečí und Na Skalici betrieben die Firmen Mauve in Berlin, Gessner & Pohl in Velké Opatovice, sowie Sedlák & Co aus Blansko Bergbau auf Tonerden. 1936 wurde die letzte Tongrube stillgelegt. Während der deutschen Besetzung war Malá Roudka zwischen 1941 und 1945 dem Politischen Bezirk Boskowitz zugeordnet. Einer der drei Stolln am Kadlečí wurde 1945 zum Luftschutzstollen für Frauen und Kinder ausgebaut. Nach Kriegsende wurde die Gemeinde zunächst wieder Teil des Okres Moravská Třebová und 1949 wiederum dem Okres Boskovice zugewiesen. 1954 erfolgte eine Bereinigung der fast 700 Jahren bestandenen Flurgrenzen zwischen Malá und Velká Roudka. Mit Beginn des Jahres 1961 wurde Malá Roudka dem Okres Blansko zugeordnet. Zwischen 1981 und 1991 war das Dorf nach Velké Opatovice eingemeindet. Seit dem 1. Januar 1992 besteht die Gemeinde Malá Roudka wieder.

## Gemeindegliederung
Die Gemeinde Malá Roudka besteht aus den Ortsteilen Malá Roudka (Klein Rautka) und Skočova Lhota, früher Drahomilová Lhota, Lhota nad Opatovicemi, Bedřichova Lhota bzw. Kočová Lhota (Skotczowa Lhota, früher Kotzowa Lhota), die zugleich Katastralbezirke bilden. Zu Malá Roudka gehört zudem die Ansiedlung Újezd.

## Sehenswürdigkeiten
- Kapelle in Skočova Lhota
- Felsen Kamenná svatba